# Watoto Children's Choir
Watoto Children's Choirは、ウガンダのカンパラ 、 ワトト教会 （旧カンパラペンテコステ派教会またはKPC）に拠点を置くアフリカの子供合唱団のグループ   。それぞれがウガンダ出身の約18から22人の子供で構成。 
Watotoはスワヒリ語で「子供」を意味する。合唱団は、 エイズの流行や戦争で両親の一方または両方を失った子供たちで構成されている。  合唱団は、アジア、オーストラリア、ブラジル、カナダ、中国、ドイツ、イスラエル、オランダ、ニュージーランド、英国、米国および他の多くの国をツアーしている。聖歌隊は、子供たちの面倒を見る大人のチームと一緒に移動し、道路でのツアーの日々の問題も管理。 
彼らのパフォーマンスは、アフリカの土着のリズム、現代のゴスペル音楽、創造的なダンスの融合。マンボサワやビューティフルアフリカを含むいくつかのアルバムをリリースしした。彼らの最新アルバム「Signs and Wonders」は、ほとんどのツアーでコンサートを通して演奏されるライブ音楽を特集している。 
彼らはクリス・トムリン、ブラッドとリベカ、イスラエル・ホートンなどの多くのアーティストと共演している。また、英国議会、カナダ議会、オーストラリア議会、およびホワイトハウスにもさまざまな機会に参加。 
彼らのユニークなミニストリーはまた、 ワトトチャイルドケア省 、3つの赤ちゃんの家、ソーシャルワークサービス、診療所、牧歌と弟子、3つの小学校、高校、職業学校など。 これらの施設はすべて、誰もどこにも行けない最も脆弱な孤児や子供のために教会によって建てられたコミュニティ（子供の村）にある。   

## 参照資料
1. ↑  Watoto Children’s Choir to kick off UK tour in Canning Town - Home - Newham Recorder
2. ↑  Watoto Children's choir "Signs & Wonders" concert
3. ↑  African children’s choir to perform in Ormond Beach | Daytona Times
4. ↑  Sheffield Star article